# Serjania palmeri
Serjania palmeri är en kinesträdsväxtart som beskrevs av S. Wats.. Serjania palmeri ingår i släktet Serjania och familjen kinesträdsväxter. Inga underarter finns listade i Catalogue of Life.